# Hochschulinstitut für internationale Studien und Entwicklung

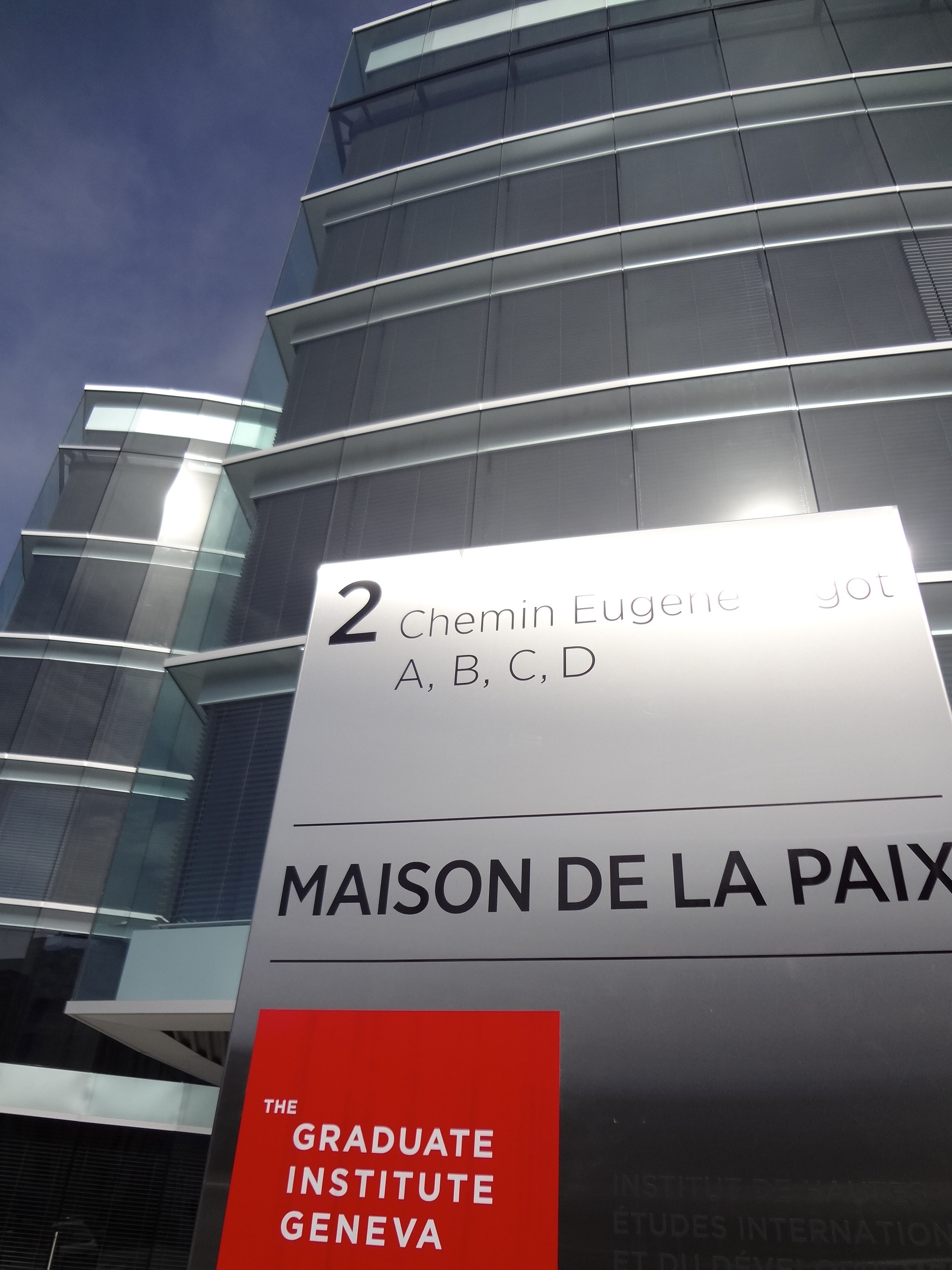
Das Maison de la paix in Genf

Das Hochschulinstitut für internationale Studien und Entwicklung (französisch Institut de hautes études internationales et du développement, IHEID; englisch Graduate Institute of International and Development Studies, GIIS) ist eine Hochschule mit dem Rechtsstatus einer privaten Stiftung. Das IHEID ist die Nachfolgeinstitution des 1927 gegründeten Institut universitaire de hautes études internationales (IUHEI) und des 2008 angeschlossenen Institut universitaire d’études du développement (IUED) in Genf.

## Das Institut
Das IHEID gilt als die älteste Einrichtung für internationale Studien in Kontinentaleuropa. Seine Gründer, der Westschweizer Diplomat William Rappard und der französische Wirtschaftshistoriker Paul Mantoux versuchten noch den Elan des seit 1920 in Genf beheimateten Völkerbunds zu institutionalisieren und schufen die Grundlagen für die späteren Forschungs- und Lehrangebote. Der aufkommende Nationalsozialismus in Deutschland vertrieb hervorragende Forscher aus Deutschland, von denen einige in Genf aufgenommen wurden. Unter diesen befanden sich beispielsweise liberale Ökonomen wie Wilhelm Röpke und Ludwig von Mises. Neben diesen beiden verstärkten aber auch Guglielmo Ferrero, Hans Kelsen, Hans Wehberg und Walther Schücking den Lehrkörper der Schule.
1945 übernahm Jacques Fremond die Leitung der Schule und führte diese für 23 Jahre, in denen er ein Afrikainstitut aufbaute, aus dem sich der heutige Zweig der Entwicklungshilfe entwickelte. Auch dieser Umstand führt dazu, dass es kaum ein Institut gibt, dass stärker internationalisiert ist, als die IHEID.
Von 1977 bis 1995 befanden sich Teile der Bibliothek im Centre William Rappard.

## Gegenwart
900 Studenten aus mehr als 100 Ländern besuchen heute das renommierte Institut, das sich heute auf mehrere Gebäude in Genf verteilt. Neuer Hauptcampus ist seit Herbst 2013 das Maison de la paix („Haus des Friedens“), das auf einem Grundstück im Genfer Quartier der internationalen Organisationen erbaut wurde. Die Landesregierung stellte Bundesmittel für den Bau zur Verfügung.
Das „Haus des Friedens“ beherbergt, neben einem Grossteil des IHEID, auch die drei Genfer Zentren, die dem Eidgenössischen Departement des Innern und dem Eidgenössischen Departement für Verteidigung, Bevölkerungsschutz und Sport unterstellt sind: das Genfer Zentrum für Sicherheitspolitik, das Zentrum für demokratische Kontrolle der Streitkräfte und das Internationale Zentrum für Humanitäre Minenräumung.

## Absolventen

### Nobelpreisträger
- Kofi Annan
- Mohamed ElBaradei
- Leonid Hurwicz

### Staatschefs
- Micheline Calmy-Rey (Schweiz)
- Kurt Furgler (Schweiz)
- Michel Kafando (Burkina Faso)
- Alpha Oumar Konaré (Mali)
- Henri von Luxemburg (Luxemburg)